# Charles Fremantle
Charles Howe Fremantle GCB (1 juni 1800 – 25 mei 1869) was een Britse marineofficier in de Royal Navy. De stad Fremantle in West-Australië werd naar hem vernoemd.

## Vroege leven
Fremantle was de zoon van admiraal Thomas Fremantle, een vertrouweling van admiraal Horatio Nelson. Zijn moeder was Elizabeth Wynne Fremantle, dagboekschrijfster en nicht van de Britse politicus William Fremantle. Fremantles tweede naam, Howe, verwijst naar zijn geboortedag, de verjaardag van Richard Howe's overwinning op de Fransen op 1 juni 1794. Fremantle vervoegde de Royal Navy in 1812.
In 1824 kreeg hij een gouden medaille van het net opgerichte Royal National Institution for the Preservation of Life from Shipwreck, het latere Royal National Lifeboat Institution, vanwege een reddingspoging in Whitepit nabij Christchurch in Dorset. In april 1826 werd Fremantle, volgens Graeme Henderson, voormalig directeur van het Western Australian Maritime Museum, aangeklaagd wegens verkrachting van een 15-jarig meisje. Om een schandaal te voorkomen kocht de familie de getuigen om en zette het gerecht onder druk.
Fremantle werd in augustus 1826 tot kapitein gepromoveerd. In 1828 kreeg hij het bevel over het fregat HMS Challenger en werd naar de westkust van Australië gezonden om het voor de Britse kroon op te eisen.

## West-Australië
De Challenger werd op 20 maart 1829 door de Admiraliteit van Engeland vanuit Kaap de Goede Hoop naar de Cockburn Sound gezonden. Het schip kwam er op 27 april aan. De bemanning ging op 2 mei op Garden Island aan land. Een week later hees Fremantle de vlag op de zuidelijke oever van de monding van de rivier Swan. Hij nam in naam van George IV van het Verenigd Koninkrijk formeel bezit van "het volledige deel van Nieuw-Holland dat niet onder het bestuur van New South Wales valt".
De tot luitenant-gouverneur benoemde James Stirling arriveerde aan boord van de gecharterde Parmelia met zijn familie en de eerste kolonisten, 69 mensen in totaal, op 31 mei in de Cockburn Sound om er de kolonie aan de rivier de Swan te stichten. Op 8 juni voegden zich 56 officieren en soldaten bij hen, ontscheept van het begeleidingsschip Sulphur. Op 17 juni las Stirling een verklaring op afstand voor die Fremantle's eerdere inbezitneming bevestigde. De landing van die eerste kolonisten markeerde het begin van de geschiedenis van West-Australië, eerst als een Britse kolonie en later als een staat in het gemenebest Australië. Fremantle verliet de Swan River-kolonie op 25 augustus 1829.

## Verdere carrière
De volgende jaren werd Fremantle op de Britse militaire basis nabij Trincomalee in Brits-Ceylon gestationeerd. Hij bezocht er verschillende plaatsen waaronder Kowloon dat hij als een goede plaats om er een Britse nederzetting op te richten aanbeval. De Britse regering stemde er mee in en in 1841 werd Hongkong veroverd en gekoloniseerd.
Fremantle verbleef slechts enkele jaren in Ceylon. Op de terugweg naar Engeland bracht hij in september 1832 een bezoek aan de Swan River-kolonie. Hij bleef er een week en zou er nooit meer terug keren. In 1833 bezocht hij de Pitcairneilanden waar hij probeerde een leiderschapstwist tussen Joshua Hill en George Hunn Nobbs te beslechten. In 1843 kreeg hij het bevel over de Inconstant, een schip dat deel uitmaakte van de Mediterranean Fleet en in 1847 over de HMS Albion, een ander schip uit die vloot. In 1853 werd hij kapitein van de HMS Juno die rond Australië werd ingezet.
Tijdens de Krimoorlog diende Fremantle als Rear Admiral en overzag de transportdienst van de marine vanuit Balaklava op het schiereiland Krim. In juli 1858 werd hij opperbevelhebber van de kanaalvloot en in 1863 van het Devonport Station.

## Persoonlijk leven
Op 8 oktober 1836 huwde Fremantle met Isabella Wedderburn. Het koppel kreeg drie kinderen:
- Emily Caroline Alexander (14 april 1838 – 10 februari 1929), getrouwd met dominee C. L. Alexander, rector van Sturton-by-Bridge, Derbyshire
- Celia Elizabeth McNeil (8 oktober 1840 – 15 februari 1929), getrouwd met kanunnik E. A. McNeile, vicaris van St Paul's, Liverpool
- Louisa Frances Fremantle (23 februari 1843 – 20 maart 1909)

Op 2 januari 1857 werd Fremantle als Ridder Commandeur (KCB) in de Orde van het Bad opgenomen en op 13 mei 1867 als Ridder Grootkruis (GCB).
Fremantle stierf op 25 mei 1869 en werd begraven op het Brompton Kerkhof in Londen. Het graf ligt tegen de oostelijke ommuring, naar het noordelijke einde toe, nabij het meer opvallende monument van de politicus David Lyon.